# Francisco Manuel Barroso da Silva
Francisco Manuel Barroso da Silva (29 de septiembre de 1804 – 8 de agosto de 1882), fue el primer y único barón de Amazonas, fue un marino brasileño que combatió en la Guerra del Brasil y en la Guerra de la Triple Alianza.

## Biografía

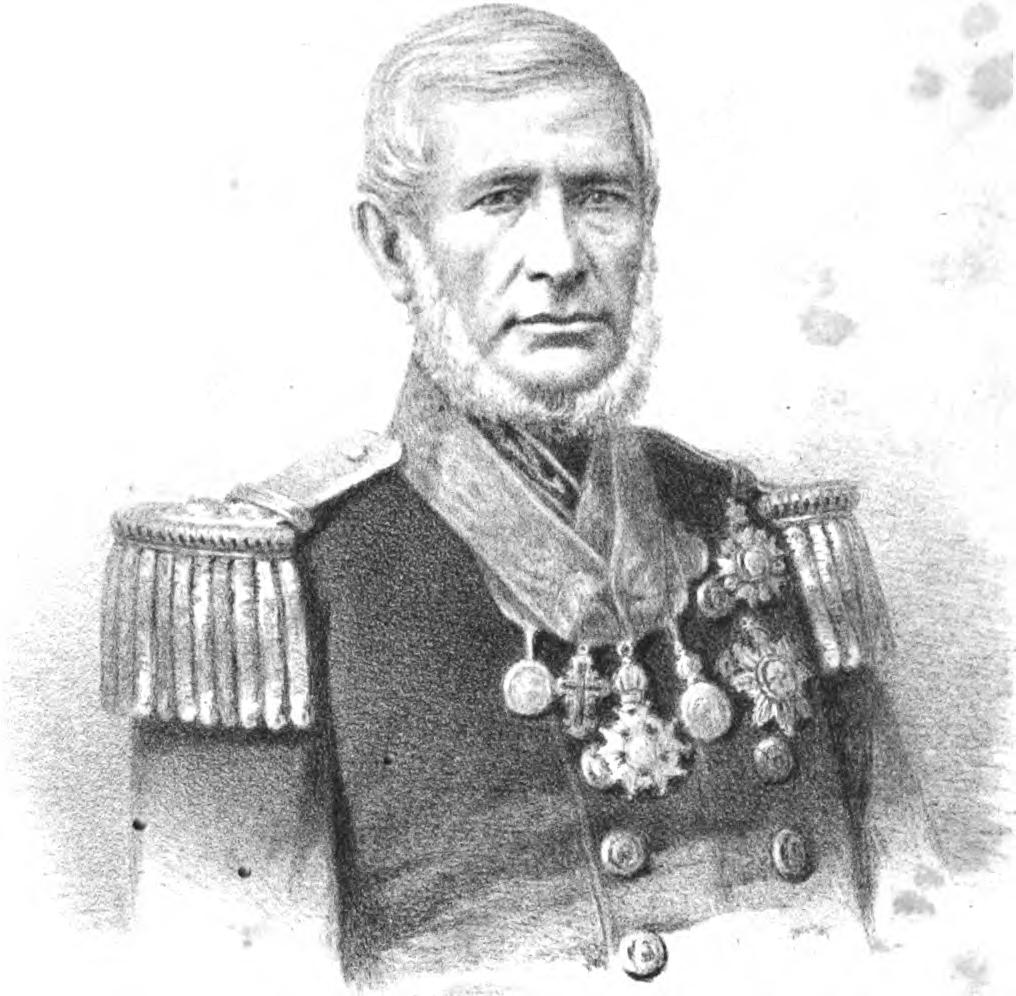
Barón de Amazonas (Barroso).

Nació el 29 de septiembre de 1804 en Lisboa, hijo del teniente coronel de la Brigada Real da Marinha Teodósio Manuel Barroso y de Antônia Joaquim Barroso da Silva. Viajó con su familia a Brasil acompañando a la familia real portuguesa en 1808.
Ingresó a la Escuela Naval a los 17 años y se recibió de Guardiamarina a los 21. 
Su experiencia en combates navales se inició en 1827 en la guerra entre Argentina y Brasil (Guerra da Cisplatina).
Afectado a la División Naval en operaciones en Santa Catarina comandó el Carioca en 1831, el bergantín Imperial Pedro, la corbeta Sete de Abril, la corbeta Bahiana en un viaje de instrucción por el océano Pacífico y el patacho Patagônia.
Participó de la represión de la revuelta de Cabanagem (1836) y de la Guerra de los Farrapos en Río Grande del Sur.
En 1840 fue designado Comandante de la División Naval de Santa Catalina. 
En 1854 recibió el título de comendador de la Orden de San Benito de Avis (Imperial Ordem de São Bento de Avis). y con el rango de Capitán de Navío, fue Jefe de Estado Mayor de la División Naval del Río de la Plata.
Iniciada la guerra de la Triple Alianza en 1865, el comandante naval brasileño almirante Joaquim Marques Lisboa (Tamandaré) quien le encomendó el comando de las fuerzas de la 2.º División Naval, destacadas frente a la ciudad de Corrientes.

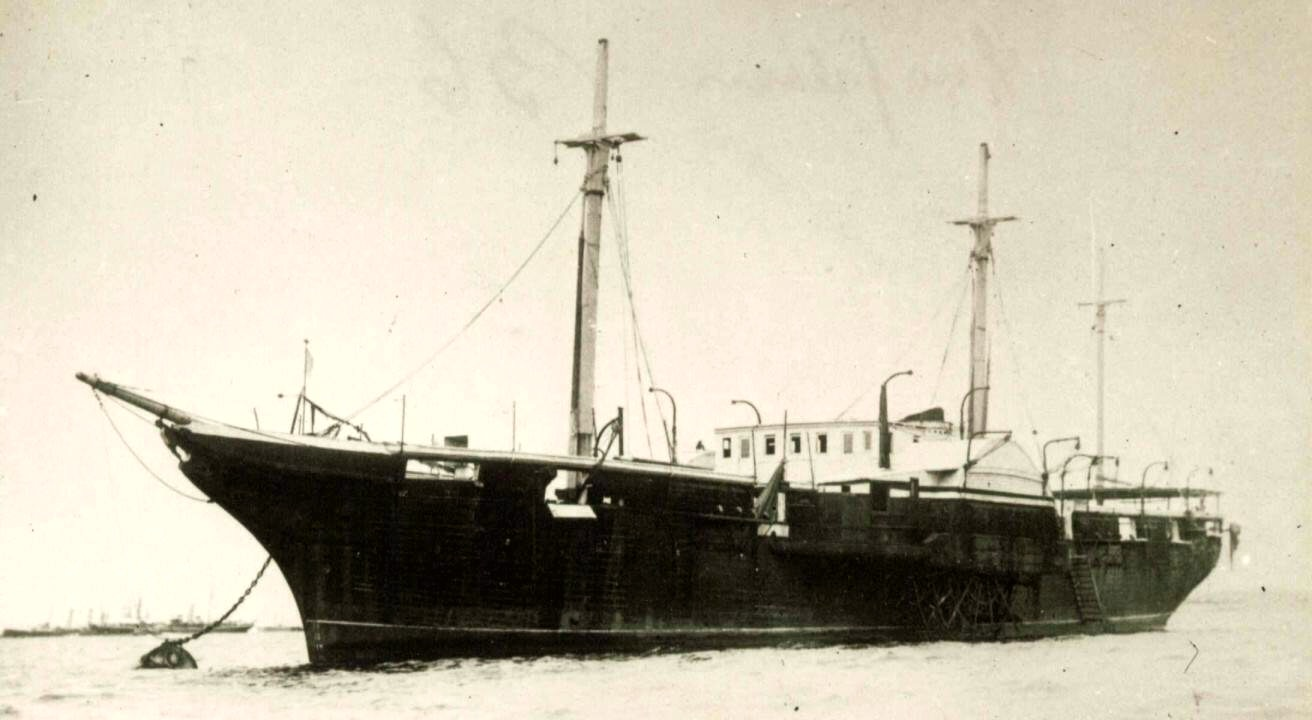
Fragata a vapor Amazonas.

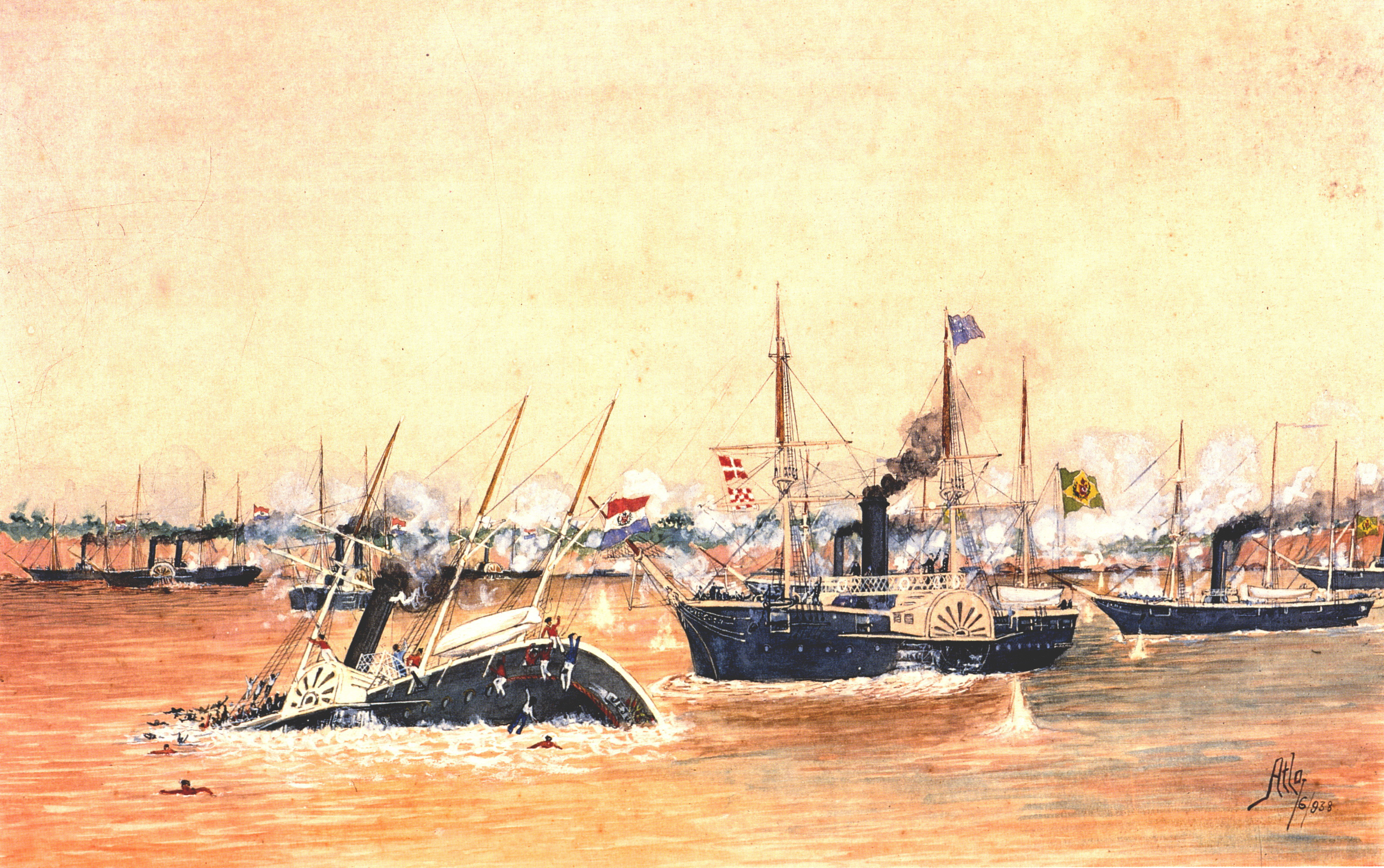
El Amazonas en la Batalla del Riachuelo.

Comandó la escuadra brasileña en la batalla del Riachuelo el 11 de junio de 1865.
Barroso hizo transmitir por señales a sus buques tres frases que serían célebres en la historia naval brasilera: "Brasil espera que cada hombre cumpla con su deber", "Atacar y destruir al enemigo tan cerca como sea posible" y "Mantener el fuego que la victoria es nuestra".
Durante el combate la fragata a vapor Amazonas, su buque insignia, tuvo un decisivo papel. Si bien la épica brasileña hace hincapié en su visión estratégica, testigos de la época señalan al práctico argentino Bernardino Guastavino como el responsable de señalar el peligro en que se encontraba la Parnahyba proponer una estrategia y convencer a Barroso de su factibilidad.
Comandó en la mañana del 18 de junio la escuadra brasileña que sufriendo escasas pérdidas forzó la angostura a la altura de Mercedes y las fuerzas de su país que en conjunto con el vapor argentino de 11 cañones Guardia Nacional lucharon en el Combate de Paso de Cuevas del 12 de agosto de 1865.
Barroso fue condecorado con la Orden Imperial de la Cruz del Sur (Imperial Ordem do Cruzeiro) y recibió el título nobiliario de barón de Amazonas en 1866, en homenaje a la fragata Amazonas, buque insignia en ese combate.

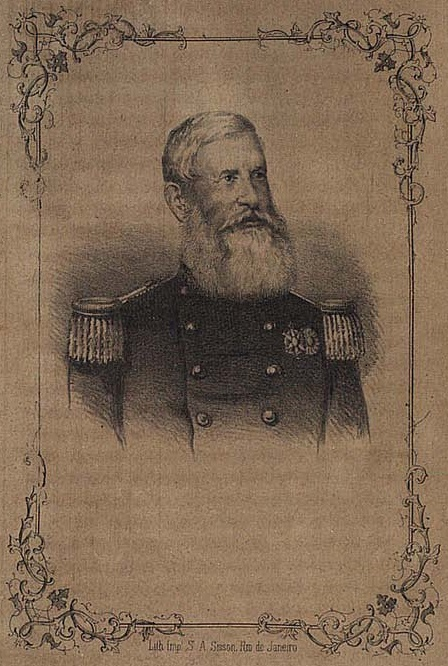
Barón de Amazonas.

Como vicealmirante en 1868 fue nombrado Ministro de Marina del gabinete de Joaquim José Rodrigues Torres.
Retirado del servicio activo con el grado de Almirante fijó su residencia en Montevideo donde falleció el 8 de agosto de 1882.
Fue incluido por Ley N.º 11120 del 25 de mayo de 2005 en el panteón de los héroes de la patria al cumplirse el 140.º aniversario de la Batalla Naval del Riachuelo.
En el centro de Río de Janeiro una avenida lleva su nombre. En esa misma ciudad en la plaza Paris del barrio de Glória se levanta un monumento en su memoria, obra del escultor Correia Lima, en cuya base se encuentra su sepultura.
Llevan su nombre calles de Niterói, Fortaleza (Ceará), Belém, Peruíbe (litoral de São Paulo), Praia Grande, João Pessoa, Pelotas, Rio Grande, Foz do Iguaçu, Paraná, Campina Grande (Paraíba), São José de Ribamar, Salvador (BA), Santiago de Chile (comuna de Santiago), Valparaíso( Chile) y en Lisboa, su ciudad natal.

## Bibliografía utilizada

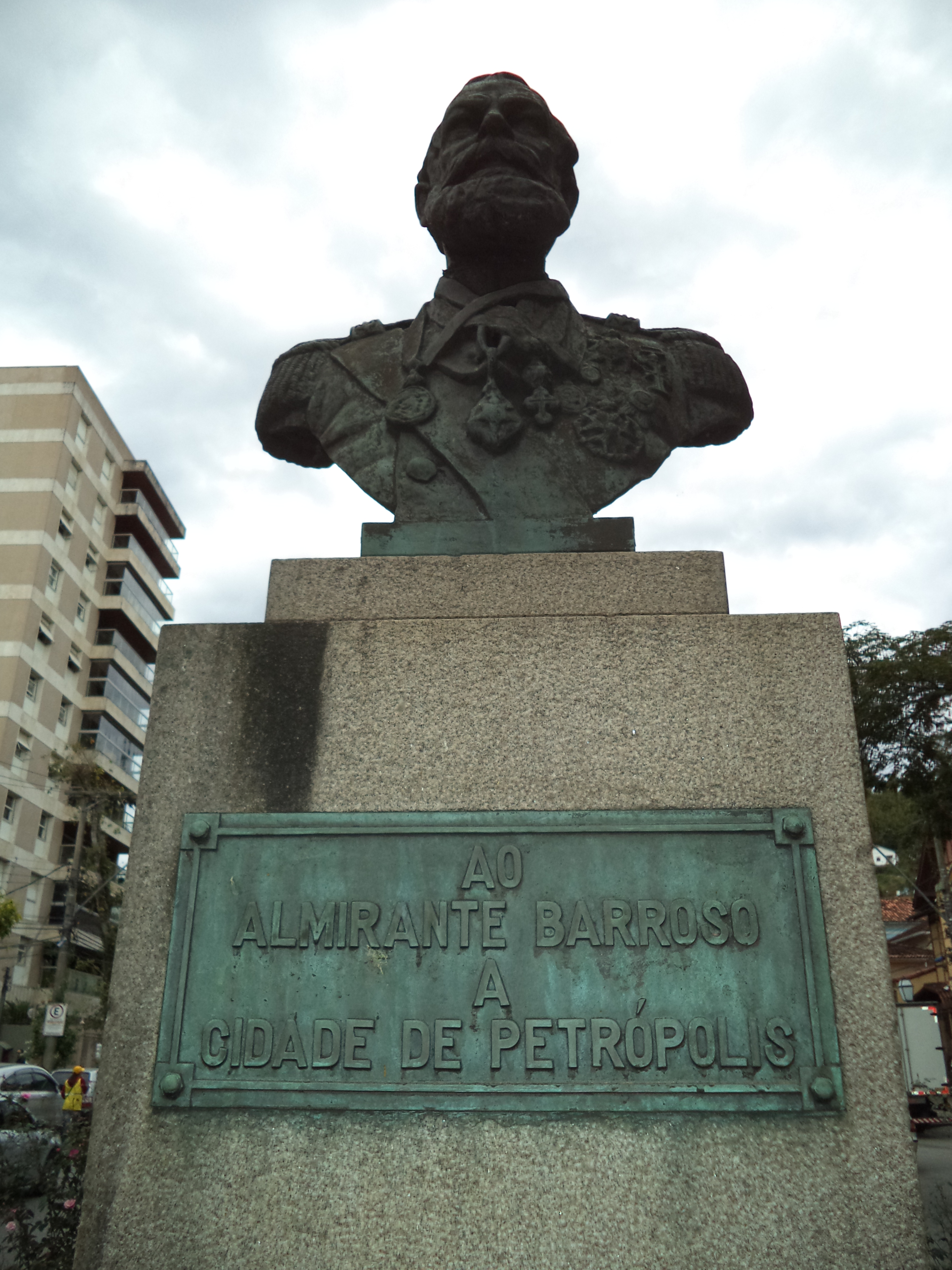
Estatua de Almirante Barroso en Petrópolis.